# Schwarzmeeryatagan
Das Schwarzmeeryatagan, oder Laz Bichaque, ist ein Schwert aus dem Kaukasus, der Türkei und Kurdistan.

## Beschreibung
Das Schwarzmeeryatagan hat eine doppelt gebogene, einschneidige Klinge. Die Klinge hat meist einen unterbrochenen Hohlschliff, der kurz unterhalb des Klingenrückens verläuft. Sie ist vom Heft zum Ort erst abwärts und nachfolgend aufwärts gebogen. Das Schwarzmeeryatagan hat auf der Klinge kreisförmig eingeschlagene (gepunzte) Verzierungen, die bei dieser Waffe typisch sind. Die Klinge wird etwa ab der Mitte zum Ort hin breiter. Das Heft besteht aus Horn und ist meist zur besseren Griffigkeit mit Leder und Metalldraht umwickelt. Der Knauf besteht ebenfalls aus Horn und ist gabelförmig zu zwei Spitzen ausgearbeitet (siehe Weblinks). Die Scheiden sind aus Holz und mit Leder überzogen. Das Schwarzmeeryatagan wird von verschiedenen Ethnien im Kaukasus, der Türkei, in Kurdistan und Nordafrika benutzt. Es ist eine Version des Yatagan.